# Džungľa
Džungľa (wörtlich „Dschungel“) ist ein kleiner Stadtteil von Košice, im Okres Košice I in der Ostslowakei nördlich der Innenstadt, am linken Ufer des Hornád.

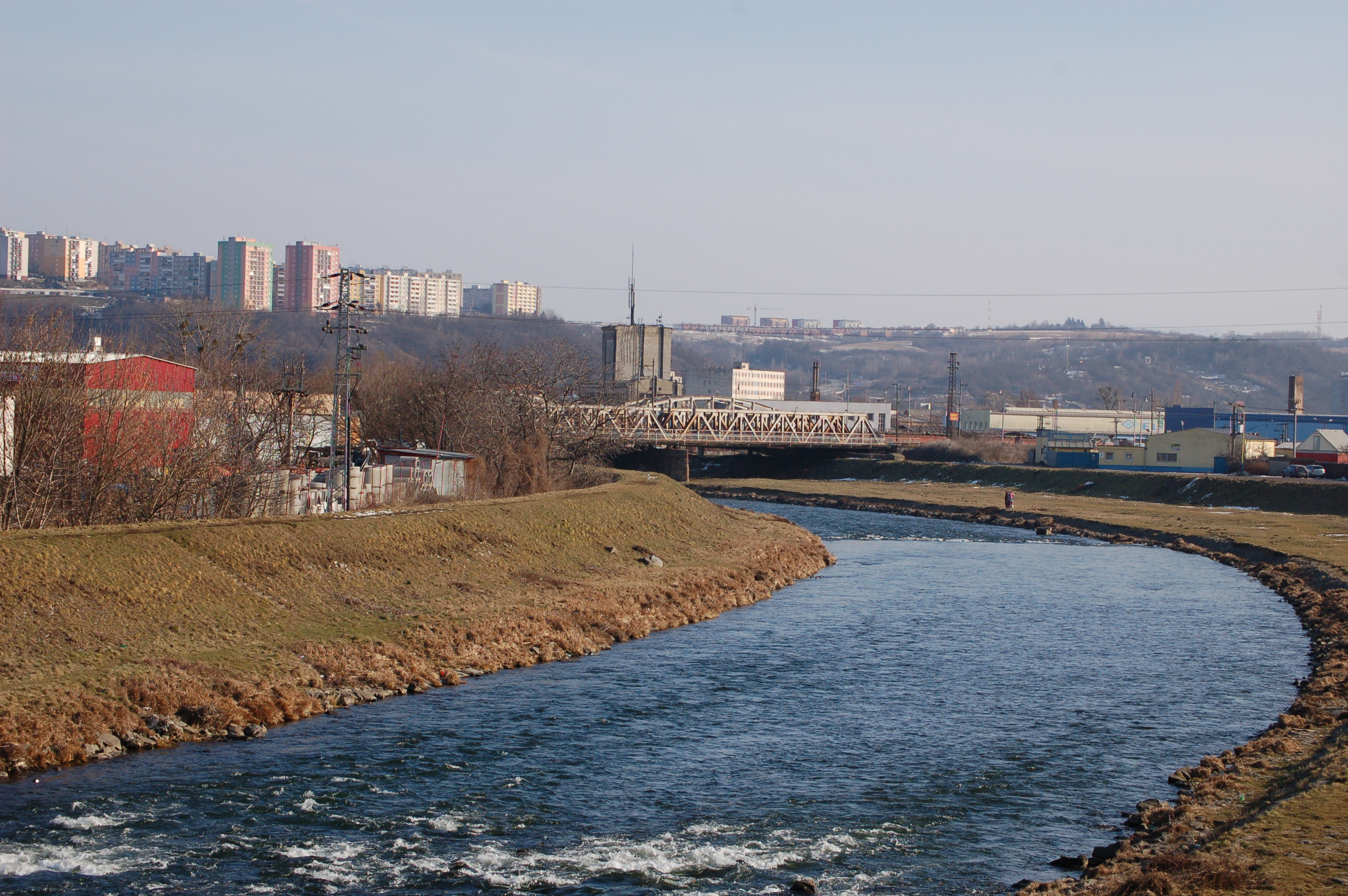
Der Hornád zwischen der Straße Hlinková und der Eisenbahnbrücke

Die Siedlung entstand ab 1961 und wurde 1990 zu einem offiziellen Stadtteil von Košice. Der Name leitet sich von einer Eigenbezeichnung der ersten Bezirksverantwortlichen ab, diese war nicht ganz ernst gemeint und bezog sich auf die „wilde Gegend“, die sie zu leiten hatten.

## Bevölkerung
Nach der Volkszählung 2011 wohnten im Stadtteil Džungľa 671 Einwohner, davon 516 Slowaken, 14 Roma, fünf Magyaren, zwei Tschechen und ein Bulgare. 10 Einwohner gaben eine andere Ethnie an und 123 Einwohner machten keine Angabe zur Ethnie.
283 Einwohner bekannten sich zur römisch-katholischen Kirche, 44 Einwohner zur griechisch-katholischen Kirche,  30 Einwohner zur orthodoxen Kirche, 18 Einwohner zu den Zeugen Jehovas, acht Einwohner zur apostolischen Kirche, sieben Einwohner zur reformierten Kirche, sechs Einwohner zur Evangelischen Kirche A. B., drei Einwohner zur evangelisch-methodistischen Kirche sowie jeweils ein Einwohner zur Brüderbewegung und zur tschechoslowakischen hussitischen Kirche. 135 Einwohner waren konfessionslos und bei 135 Einwohnern wurde die Konfession nicht ermittelt.